# Studebaker Scotsman

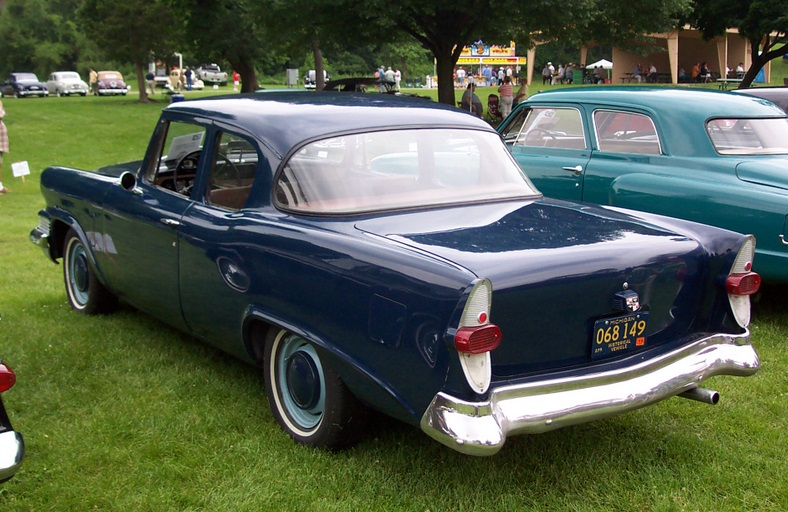
Studebaker Scotsman 1957

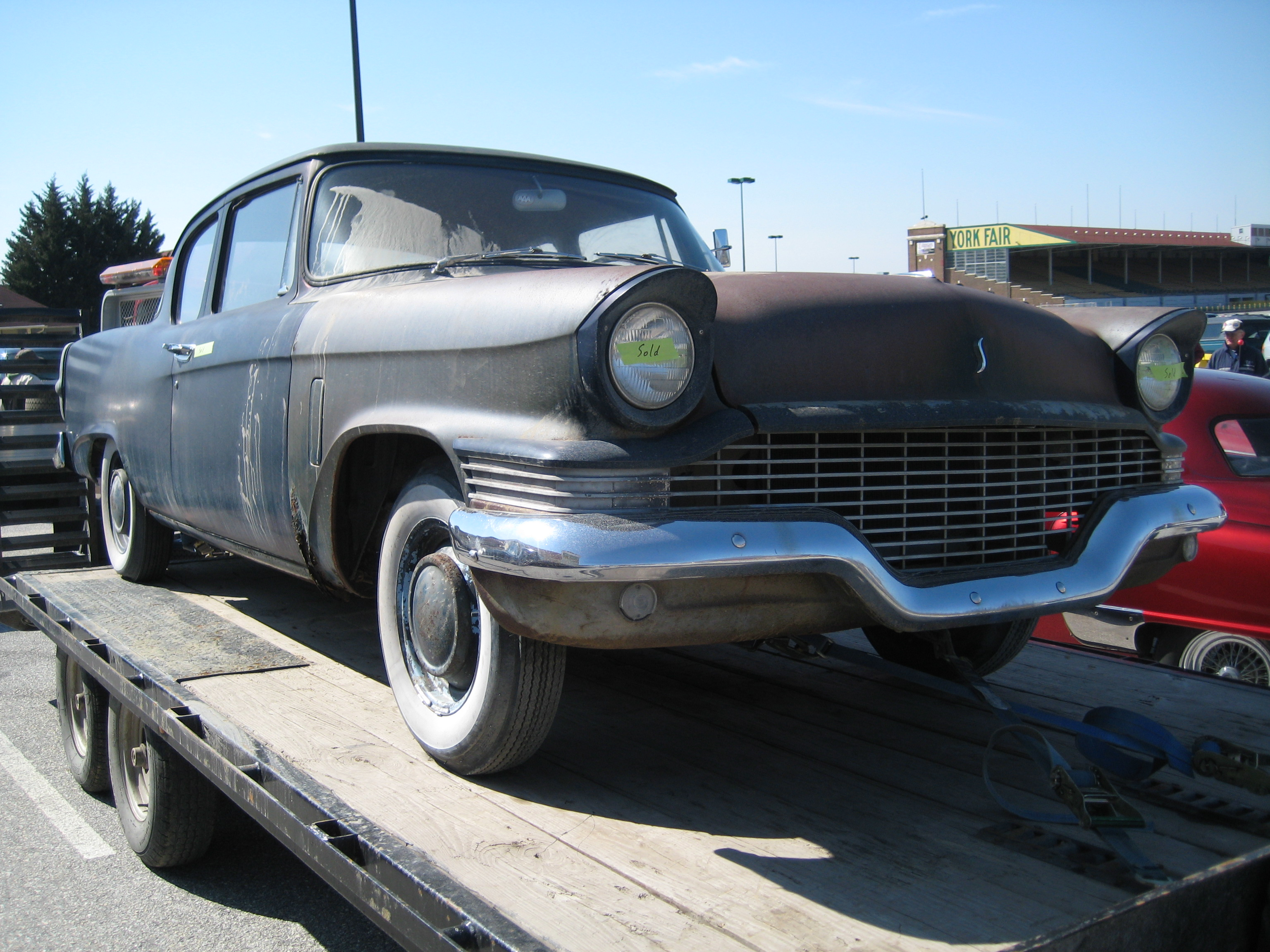
Studebaker Scotsman 1957

Der Studebaker Scotsman war ein PKW, der von der Studebaker-Packard Corporation in South Bend (Indiana) in den Modelljahren 1957 und 1958 hergestellt wurde. In den Jahren 1958 und 1959 produzierte die gleiche Gesellschaft auch noch eine preiswerte Serie von Pickups dieses Namens.

## PKW
Als sich die finanzielle Situation von Studebaker-Packard in den Jahren 1955 und 1956 verschlechterte, beschloss die Geschäftsleitung, ihre Bemühungen, den „Großen Drei“ mit gleichwertigen Angeboten gegenüberzutreten, zugunsten anderer Marktnischen, besonders der preisgünstiger, einfacher Autos, aufzugeben.
Der Scotsman war der Schlüssel zu diesem Ansatz. Studebaker verwendete die 2-, 3- und 4-türigen Karosserien seines Vorgängers Champion und bot ihn billiger als die Wettbewerber ihre Modelle Chevrolet One-Fifty, Chevrolet Del Ray, Ford Custom und Plymouth Plaza. All diese Fahrzeuge waren bis dahin die billigsten in ihrem Segment mit nur geringen Unterschieden.
Um den Scotsman (ein Name, der auf die sprichwörtliche schottische Sparsamkeit hinweisen sollte) zu einem geringen Preis liefern zu können, verzichtete man auf die meisten Sonderausstattungen. Radabdeckungen und Kühlergrill des Wagens waren nicht verchromt, sondern lackiert; die Kunden mussten für die Umluftheizung einen Aufpreis bezahlen, denn Studebakers berühmte „Climatizer“-Frischluftheizung wurde als Sonderausstattung für diesen Wagen als zu teuer erachtet. Die Innenausstattung bestand weitgehend aus lackierten Pappverkleidungen und der einzig verfügbare Polsterbezug war graues Polyvinylchlorid. Anstatt Teppichen hatte der Scotsman gummierte Bodenbeläge. Verchromt waren nur die vorderen und hinteren Stoßfänger und einige Kleinteile im Innenraum; lackierte Stoßfänger konnte man auf Wunsch bestellen, was den Preis des Autos weiter senkte. Bei der 2-türigen Limousine und dem 3-türigen Kombi waren die hinteren Seitenfenster fest und konnten nicht geöffnet werden, was in den 1950er-Jahren nicht üblich war. Scheibenwischer gehörten nur deswegen zur Grundausstattung, weil man sie als sicherheitsrelevantes Teil betrachtete. Der einzige sichtbare Luxus war der heftig beworbene „Zyklopenaugentachometer“ (Lupentachometer), der gleiche wie bei den Studebaker-Modellen von 1956; die anderen 1957er-Studebaker-Modelle hatten breitere, anders gestaltete Tachometergehäuse.
Der Wagen erinnerte viele Leute an die „schwarzen“ Autos des verkürzten Modelljahres 1942, als alle Chromverzierungen wegen der Materialrationierung eingespart werden mussten.
Die Zahl der ab Werk angebotenen Sonderausstattungen waren beim Scotsman gering; Studebaker-Händler wurden sogar verpflichtet, möglichst keine Zusatzausstattung in diese Fahrzeuge einzubauen. Die Idee dahinter war, dass ein Kunde, der Geld in Zusatzausstattung für einen so einfachen Wagen investieren konnte, ebenso gut die 200 US-$ mehr für einen regulären Champion bezahlen könnte.
Die Geschäftsleitung von Studebaker wollte von dem Wagen, dessen Preis von nur 1.776,-- US-$ für die zweitürige Limousine die Konkurrenz unterbot, 4.000 Exemplare im verkürzten Modelljahr 1957 verkaufen. Zu ihrer großen Überraschung konnten sogar über 9.000 Stück abgesetzt werden. Zum Erstaunen der Verantwortlichen kauften nicht nur Geizigen und die, die sich kein teureres Auto leisten konnten, diesen Wagen. Sogar so reiche Leute wie die ehemalige First Lady Eleanor Roosevelt wählten diesen Wagen.
Trotz seiner sparsamen Ausstattung bot der Scotsman außergewöhnliche Qualität und Wirtschaftlichkeit. Der kleine Sechszylindermotor verbrauchte nur 9,5 l / 100 km Benzin, wenn der Wagen mit Overdrive ausgestattet war. 1957 war dies für einen Wagen dieser Größe ein günstiger Verbrauch; allerdings musste man dafür einen Preis bezahlen: Mit nur 101 bhp (75 kW) war der Scotsman alles andere als ein Hochleistungsfahrzeug. Er benötigte ca. 21 s, um von 0 auf 100 km/h zu beschleunigen, und das zu einer Zeit als in den USA 10 Sekunden für diese Beschleunigung auch bei preisgünstigen Fahrzeugen üblich wurden.
Nach dem Anfangserfolg des ersten Scotsman wurden die Modelle für 1958 nur wenig geändert. Es gab einen ganz geringfügig geänderten Kühlergrill und runde Rücklichter, und so blieb das Modell so preisgünstig wie zuvor. Der 1958er Champion bekam Heckflossen und Doppelscheinwerfer, wie es der Trend 1958 vorgab; der Scotsman aber musste darauf verzichten und behielt seine einzelnen Hauptscheinwerfer.
Um den Verkauf von Flottenfahrzeugen anzukurbeln, bot Studebaker 1958 auch den Econ-o-miler an, der das Fahrgestell der President-Limousine mit 3.061 mm Radstand besaß. Der Econ-o-miler hatte die sparsame Außen- und Innenausstattung des Scotsman und wurde als Taxi vermarktet. Darüber hinaus waren 1958 die Polizeiwagen von Studebaker häufig Scotsman mit V8-Motoren aus dem Commander oder dem President.
Der Scotsman, dessen Verkaufszahlen sich 1957 so gut entwickelt hatten, konnte 1958 seinen Erfolg fortsetzen und verkaufte sich häufiger als die Modelle Champion, Commander und President zusammen. Der Wagen bewies, dass es Studebaker nicht nötig hatte, den Stylingtrends der anderen Automobilhersteller zu folgen. Angespornt durch die einfachen Formen des Scotsman erklommen die Ingenieure und Designer von Studebaker die nächste Stufe und brachten 1959 den Kompaktwagen Lark heraus. Der Lark war bei Weitem nicht so sparsam ausgestattet wie der Scotsman, aber das Konzept eines Wagens, der Platz für 6 Erwachsene bot und sich deutlich von den Angeboten der anderen US-Autohersteller unterschied, fand weiterhin Beachtung, zumindest noch einige Zeit lang.

## LKW
Durch den Erfolg des Scotsman-PKW dachte die Geschäftsleitung von Studebaker, dass sich auch in dem bisher noch nicht bedienten Markt für einfache, billige Pickups eine Chance ergeben müsste.
Für diesen Markt bekam der Pickup ein neues Styling, das – mit wenigen Änderungen – dem Stil des Kühlergrills und Vorderwagens von 1949 bis 1953 entsprach.
Wenn man den Scotsman schon als sparsam ausgestattet bezeichnen muss, war der Pickup definitiv dürr bestückt. Viele LKWs in den 1950er-Jahren hatten nur ein Rücklicht, eine Sonnenblende, einen Scheibenwischer und eine Armauflage – alles auf der Fahrerseite. Der Scotsman folgte dieser Philosophie mit einer Ausnahme: Es gab gar keine Armauflage! Auch außen setzte sich die magere Ausstattung fort. Viele LKWs hatten wenig Chromschmuck; der Scotsman hatte gar keinen. Es gab nur einfachste Firmenzeichen: Der Name Studebaker war an der Motorhaube, an der Heckbordwand und am Armaturenbrett eingeschlagen.
Studebaker bot den einfachen Pickup in noch einfacherer Ausführung an, und so war dieses Fahrzeug das billigste seiner Art in den USA des Jahres 1958; wer weniger als 1.500,-- US-$ investierte, konnte seinen Scotsman Pickup in Standardausführung nach Hause fahren.
Obwohl der PKW- und LKW-Markt 1958 zusammenbrach, verkaufte sich Studebakers kleiner Karren ganz gut. Hätte es den Scotsman Pickup nicht gegeben, hätte Studebakers LKW-Abteilung, die ein schlechtes Jahr hatte, definitiv beängstigende Resultate abgeliefert.
Der Scotsman Pickup wurde – im Unterschied zu seinem PKW-Pendant – auch 1959 weitergebaut und mit neuen, verchromten Firmenzeichen „S“ und „Studebaker“ versehen. Ein preisgünstiges „Deluxe-Ausstattungspaket“ versetzte die Käufer in die Lage, ihren Wagen mit dem gleichen Kühlergrill und Vorderwagen zu versehen wie die anderen Studebaker-LKWs. Es gab auch zwei neue Modelle, die allerdings nur aus zwei unterschiedlichen Motoroptionen bestanden. Wiederum verkauften sich die Pickups glänzend und viel häufiger als der gesamte Rest des „Deluxe“-LKW-Programms.
Im Modelljahr 1960 wurde der Scotsman durch den Studebaker Champ ersetzt, der das LKW-Fahrgestell mit einem vom Lark abgeleiteten 4-türigen Limousinenaufbau kombinierte.